# Premio Barbara Dex
El premio Barbara Dex (en inglés: Barbara Dex Award) fue un galardón otorgado anualmente mediante votación de los fanes a los artistas "peor vestidos" en el Festival de la Canción de Eurovisión. Fue creado por Edwin van Thillo y Rob Paardekam, el fundador de la página The House of Eurovision, en 1997. Su nombre viene de la cantante belga Barbara Dex, quien representó a Bélgica en el Festival de la Canción de Eurovisión 1993 llevando un vestido casero y semitransparente. Según William Lee Adams de Wiwibloggs, debido a que Dex llevó su propio vestido le  "hizo parecer un paraluces", algo que llevó a que el premio fuera concebido. Debbie Scerri, representante de Malta en el Festival de la Canción de Eurovisión 1997, fue la primera en recibir el premio Barbara Dex. Para la tercera edición del premio en 1999, The House of Eurovision optó por un voto popular, en vez de la selección interna que se había dado los dos años anteriores.
En una entrevista de enero de 2006 entre Dex y ESCToday, Dex declaró que no había "nada malo" con el premio Barbara Dex. En julio de 2015, Wiwibloggs llevó a cabo una votación "el ganador del premio Barbara Dex peor vestido", el cual le fue otorgado a Guildo Horn, el representante de Alemania en 1998. La página The House of Eurovision fue cerrada en 2016 y el premio Barbara Dex fue transferido a la página belga Songfestival.be y a su fundador, Jasper Van Biesen. Van Biesen declaró que espera que la transición ayude a que el premio consiga más alcance.
En 2022, Songfestival.be, ha decidido poner fin a este premio para dar paso al premio «You’re a Vision Award», que premia el vestuario más llamativo.

## Ganadores
|  | Año  | País                                                           | Artista                                                        | Canción                                                        | Posición                                                       | Puntos                                                         | Ref.   |
|  | ---- | -------------------------------------------------------------- | -------------------------------------------------------------- | -------------------------------------------------------------- | -------------------------------------------------------------- | -------------------------------------------------------------- | ------ |
|  | 1997 | Malta                                                          | Debbie Scerri                                                  | "Let Me Fly"                                                   | 9º                                                             | 66                                                             |        |
|  | 1998 | Alemania                                                       | Guildo Horn                                                    | "Guildo hat Euch lieb!"                                        | 7º                                                             | 86                                                             |        |
|  | 1999 | España                                                         | Lydia                                                          | "No quiero escuchar"                                           | 23º                                                            | 1                                                              |        |
|  | 2000 | Bélgica                                                        | Nathalie Sorce                                                 | "Envie de vivre"                                               | 24º                                                            | 2                                                              |        |
|  | 2001 | Polonia                                                        | Piasek                                                         | "2 Long"                                                       | 20º                                                            | 11                                                             |        |
|  | 2002 | Grecia                                                         | Michalis Rakintzis                                             | "S.A.G.A.P.O."                                                 | 17º                                                            | 27                                                             |        |
|  | 2003 | Rusia                                                          | t.A.T.u.                                                       | "Ne ver', ne boysia"                                           | 3º                                                             | 164                                                            | [ 7 ]  |
|  | 2004 | Rumania                                                        | Sanda Ladoși                                                   | "I Admit"                                                      | 18º (Final)                                                    | 18                                                             | [ 8 ]  |
|  | 2005 | Macedonia del Norte                                            | Martin Vučić                                                   | "Make My Day"                                                  | 17º (Final)                                                    | 52                                                             | [ 9 ]  |
|  | 2006 | Portugal                                                       | Nonstop                                                        | "Coisas de nada"                                               | 19º (Semifinal)                                                | 26                                                             | [ 10 ] |
|  | 2007 | Ucrania                                                        | Verka Serduchka                                                | "Dancing Lasha Tumbai"                                         | 2º (Final)                                                     | 235                                                            | [ 11 ] |
|  | 2008 | Andorra                                                        | Gisela                                                         | "Casanova"                                                     | 16º (Semifinal 1)                                              | 22                                                             | [ 12 ] |
|  | 2009 | Hungría                                                        | Zoli Ádok                                                      | "Dance with Me"                                                | 15º (Semifinal 2)                                              | 16                                                             | [ 13 ] |
|  | 2010 | Serbia                                                         | Milan Stanković                                                | "Ovo je Balkan"                                                | 13º (Final)                                                    | 72                                                             | [ 14 ] |
|  | 2011 | Georgia                                                        | Eldrine                                                        | "One More Day"                                                 | 9º (Final)                                                     | 110                                                            | [ 15 ] |
|  | 2012 | Albania                                                        | Rona Nishliu                                                   | "Suus"                                                         | 5º (Final)                                                     | 146                                                            | [ 16 ] |
|  | 2013 | Serbia                                                         | Moje 3                                                         | "Ljubav je svuda"                                              | 11º (Semifinal 1)                                              | 46                                                             | [ 17 ] |
|  | 2014 | Lituania                                                       | Vilija Matačiūnaitė                                            | "Attention"                                                    | 11º (Semifinal 2)                                              | 36                                                             | [ 18 ] |
|  | 2015 | Países Bajos                                                   | Trijntje Oosterhuis                                            | "Walk Along"                                                   | 14º (Semifinal 1)                                              | 33                                                             | [ 19 ] |
|  | 2016 | Croacia                                                        | Nina Kraljić                                                   | "Lighthouse"                                                   | 23º (Final)                                                    | 73                                                             | [ 20 ] |
|  | 2017 | Montenegro                                                     | Slavko Kalezić                                                 | "Space"                                                        | 16º (Semifinal 1)                                              | 56                                                             | [ 21 ] |
|  | 2018 | Macedonia del Norte                                            | Eye Cue                                                        | "Lost and Found"                                               | 18º (Semifinal 1)                                              | 24                                                             | [ 22 ] |
|  | 2019 | Portugal                                                       | Conan Osíris                                                   | "Telemóveis"                                                   | 15º (Semifinal 1)                                              | 51                                                             |        |
|  | 2020 | Evento cancelado debido a la pandemia de la COVID-19 en Europa | Evento cancelado debido a la pandemia de la COVID-19 en Europa | Evento cancelado debido a la pandemia de la COVID-19 en Europa | Evento cancelado debido a la pandemia de la COVID-19 en Europa | Evento cancelado debido a la pandemia de la COVID-19 en Europa | [ 23 ] |
|  | 2021 | Noruega                                                        | Tix                                                            | "Fallen Angel"                                                 | 18º (Final)                                                    | 75                                                             |        |

## Ganadores por país
| País ganador | Veces | Años       |
| ------------ | ----- | ---------- |
| Macedonia    | 2     | 2005, 2018 |
| Portugal     | 2     | 2006, 2019 |
| Serbia       | 2     | 2010, 2013 |
| Albania      | 1     | 2012       |
| Alemania     | 1     | 1998       |
| Andorra      | 1     | 2008       |
| Bélgica      | 1     | 2000       |
| Croacia      | 1     | 2016       |
| España       | 1     | 1999       |
| Georgia      | 1     | 2011       |
| Grecia       | 1     | 2002       |
| Hungría      | 1     | 2009       |
| Lituania     | 1     | 2014       |
| Malta        | 1     | 1997       |
| Montenegro   | 1     | 2017       |
| Noruega      | 1     | 2021       |
| Países Bajos | 1     | 2015       |
| Polonia      | 1     | 2001       |
| Rumania      | 1     | 2004       |
| Rusia        | 1     | 2003       |
| Ucrania      | 1     | 2007       |